# تجربة كوميك كون

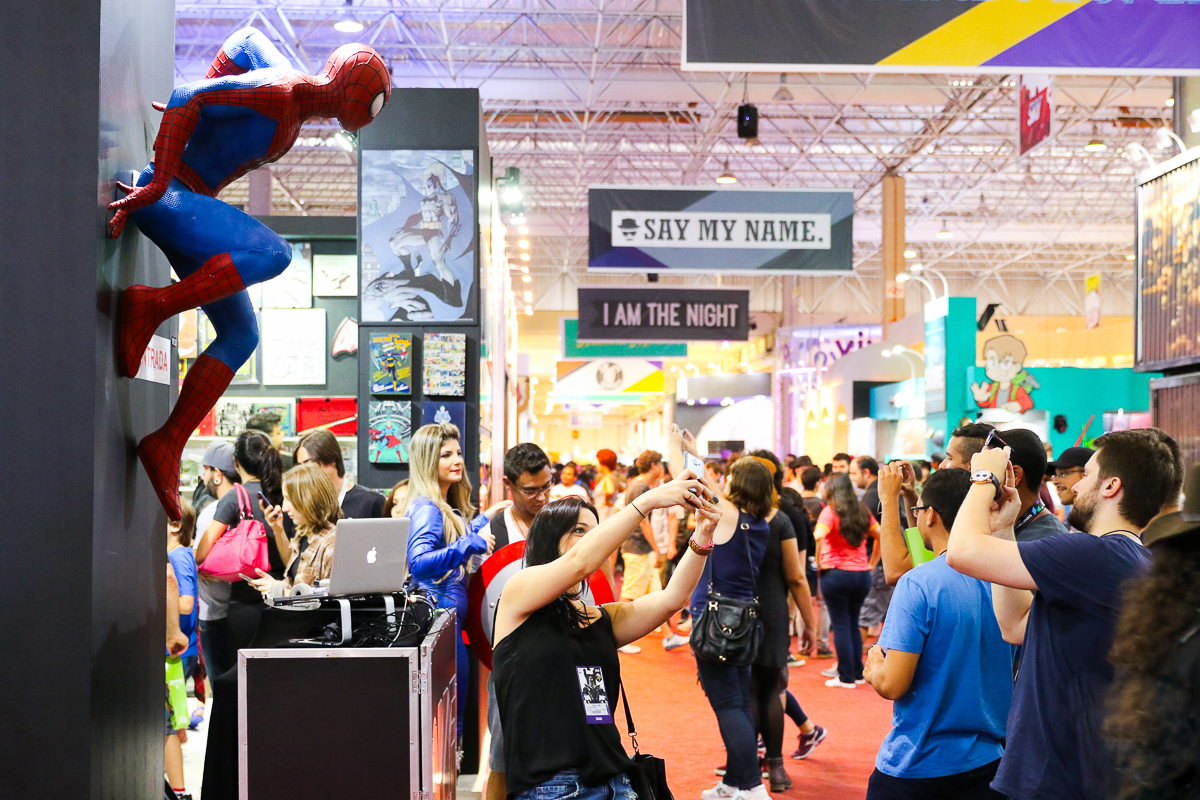

تجربة كوميك كون (باللغة الإنجليزية: Comic Con Experience ؛ المعروف أيضًا باسم CCXP) هو مؤتمر هواة للترفيه والقصص المصورة متعدد التخصصات يقع في البرازيل. يعتمد المؤتمر على مؤتمر Comic-Con المعروف ، في سان دييغو في الولايات المتحدة، مع عوامل جذب ومحتوى حول الرسوم الهزلية والمسلسلات التلفزيونية والأفلام وألعاب الفيديو والأدب والإنترنت. إنه أكبر مهرجان للثقافة الشعبية.